# Albizia arenicola
Albizia arenicola är en ärtväxtart som beskrevs av René Viguier. Albizia arenicola ingår i släktet Albizia och familjen ärtväxter. Inga underarter finns listade i Catalogue of Life.